# Ki vagy, doki? – A kulisszák mögött
A Doctor Who Confidential az új Doctor Who sorozathoz tartozó werkfilmsorozat, ami bemutatja, miképp készül részenként egy-egy Doctor Who epizód.

## Epizódlista
Felül az eredeti cím, alatta, pedig a fordítás szerepel

### Első évad
| #   | Bemutató napja    | Epizód címe                                                        | Doctor Who epizód       |
| --- | ----------------- | ------------------------------------------------------------------ | ----------------------- |
| S1  | 2005. március 26. | A New Dimension Egy új dimenzió                                    | Preview                 |
| 1.  | 2005. március 26. | Bringing Back the Doctor Hozd vissza a Doktort                     | Rose                    |
| 2.  | 2005. április 2.  | The Good, the Bad and thd Ugly A Jó, a rossz és a csúf             | The End of the World    |
| 3.  | 2005. április 9.  | Tardis Tales Tardis mesék                                          | The Unquiet Dead        |
| 4.  | 2005. április 16. | I Get a Side-Kick Out of You Oldalról rúgd ki!                     | Ailiens of London       |
| 5.  | 2005. április 23. | Why on Earth? Miért pont Föld?                                     | World War Three         |
| 6.  | 2005. április 30. | Dalek                                                              | Dalek                   |
| 7.  | 2005. május 7.    | The Dark Side A sötét oldal                                        | The Long Game           |
| 8.  | 2005. május 14.   | Time Truoble Időgond                                               | Father's Day            |
| 9.  | 2005. május 21.   | Special Effects Speciális effektusok                               | The Empty Child         |
| 10. | 2005. május 28.   | Weird Science Furcsa tudomány                                      | The Doctor Dances       |
| 11. | 2005. június 4.   | Unsung Heroes and Violent Death Éneklő hősök, és erőszakos halálok | Boom Town               |
| 12. | 2005. június 11.  | The World of Who Who világa                                        | Bad Wolf                |
| 13. | 2005. június 18.  | The Last Battle Az utolsó csata                                    | The Parting of the Ways |
| S2  | 2005. június 18.  | The Ultimate Guide A legnagyobb összefoglalás                      | Az első 12 epizódok     |
| 14. | Csak DVD-n        | Backstage at Christmas A kulisszák mögött karácsonykor             | The Christmas Invasion  |

### Második évad
| #   | Bemutató napja     | Epizód címe                                  | Doctor Who epizód                                       |
| --- | ------------------ | -------------------------------------------- | ------------------------------------------------------- |
| S3  | 2006. április 9.   | One Year On Egy éve                          | -                                                       |
| 15. | 2006. április 15.  | New New Doctor Új, új Doktor                 | New Earth                                               |
| 16. | 2006. április 22.  | Fear Factor A rettegés foka                  | Tooth and Claw                                          |
| 17. | 2006. április 29.  | Friends Reunited A barátok találkozása       | School Reunion                                          |
| 18. | 2006. május 6.     | Script to Screen Forgatókönyvet a képernyőre | The Girl in Fireplace                                   |
| 19. | 2006. május 13.    | Cyberman                                     | Rise of the Cyberman                                    |
| 20. | 2006. május 20.    | From Zero to Hero Hős a nulláról             | The Age of Steel                                        |
| 21. | 2006. május 27.    | The Writer's Tale Az író meséje              | The Idiot's Lantern                                     |
| 22. | 2006. június 3.    | You've Got the Look Vedd észre!              | The Impossible Planet                                   |
| 23. | 2006. június 10.   | Myths and Legends Mítoszok és legendák       | The Satan Pit                                           |
| 24. | 2006. június 17.   | The New World of Who Who új világa           | Love & Monsters                                         |
| 25. | 2006. június 24.   | The Fright Stuff A félelmetes dolog          | Fear Her                                                |
| 26. | 2006. július 1.    | Welcome to Torchwood Üdvözlet Torchwood-n    | Army of Ghosts                                          |
| 27. | 2006. június 8.    | Finale Finálé                                | Doomsday                                                |
| 28. | 2006. december 25. | Music and Monsters Zene és szörnyek          | Doctor Who: A Celebration és a The Runaway Bride részek |

### Harmadik évad
| #   | Bemutató napja     | Epizód címe                                                | Doctor Who epizód                                                   |
| --- | ------------------ | ---------------------------------------------------------- | ------------------------------------------------------------------- |
| 29. | 2007. március 31.  | Meet Martha Jones Találkozás Martha Jones-al               | Smith and Jones                                                     |
| 30. | 2007. április 7.   | Stage Fright Lámpaláz                                      | The Shakespeare Code                                                |
| 31. | 2007. április 14.  | Are We There Yet? Még ott vagyunk?                         | Gridlock                                                            |
| 32. | 2007. április 21.  | A New York Story Egy New York-i történet                   | Daleks in Manhattan                                                 |
| 33. | 2007. április 28.  | Making Manhattan Így Manhattan                             | Evolution of the Daleks                                             |
| 34. | 2007. május 5.     | Monsters Inc. Szörny RT.                                   | The Lazarus Experiment                                              |
| 35. | 2007. május 12.    | Space Craft Űrhajó                                         | 42                                                                  |
| 36. | 2007. május 19.    | Alter Ego A második Én                                     | Human Nature                                                        |
| 37. | 2007. május 26.    | Bad Blood Rossz vér                                        | The Family of Blood                                                 |
| 38. | 2007. június 2.    | Do You Remember the First Time? Emlékezz az első alkalomra | Blink                                                               |
| 39. | 2007. június 9.    | 'Ello, 'Ello, 'Ello Hello, Hello, Hello                    | Utopia                                                              |
| 40. | 2007. június 16.   | The Saxon Mystery A Saxon rejtély                          | The Sound of Drums                                                  |
| 41. | 2007. június 23.   | The Valiant Quest A Valiant keresése                       | Last of the Time Lords                                              |
| S4  | 2007. november 10. | Time Crash Confidential Bizalmas időkarambol               | Time Crash                                                          |
| S5  | 2007. december 12. | Designs On Doctor Who A Doctor Who tervezése               | Doctor Who új 3. évad, Torchwood 1. évad                            |
| 42. | 2007. december 25. | Confidential at Christmas Bizalmas karácsony               | The Christmas Invasion, The Runaway Bride és a Voyage of the Damned |

### Negyedik évad
| #   | Bemutató napja     | Epizód címe                                              | Doctor Who epizód                                                                                  |
| --- | ------------------ | -------------------------------------------------------- | -------------------------------------------------------------------------------------------------- |
| 43. | 2008. április 5.   | A Noble Return Egy Noble visszatér                       | Partners in Crime                                                                                  |
| 44. | 2008. április 12.  | The Italian Job Olasz meló                               | The Fires of Pompeii                                                                               |
| 45. | 2008. április 19.  | Oods and Ends Ood-k, és végek                            | Planet of the Ood                                                                                  |
| 46. | 2008. április 26.  | Send in the Clones Klónküldés                            | The Sontaran Stratagem                                                                             |
| 47. | 2008. május 3.     | Sontar-Ha! Szontár-Ha!                                   | The Poison Sky                                                                                     |
| 48. | 2008. május 10.    | Sins of the Fathers Apák bűne                            | The Doctor's Daughter                                                                              |
| 49. | 2008. május 17.    | Nemesis Nemezis                                          | The Unicorn and the Wasp                                                                           |
| 50. | 2008. május 31.    | Shadow Play Árnyjátszma                                  | Silence in the Libary                                                                              |
| 51. | 2008. június 7.    | River Runs Deep River a mélyből                          | Forest of the Dead                                                                                 |
| 52. | 2008. június. 14.  | Look Who's Talking Nicsak, ki beszél?                    | Midnight                                                                                           |
| 53. | 2008. június 21.   | Here Come the Girls Itt jönnek a lányok                  | Turn Left                                                                                          |
| 54. | 2008. június 28.   | Friends and Foe Barátok és ellenségek                    | The Stolen Earth                                                                                   |
| 55. | 2008. július 5.    | End of an Era Egy korszak lezárul                        | Journey's End                                                                                      |
| 56. | 2008. december 25. | Christmas 2008 Special 2008-s karácsonyi különkiadás     | The Next Doctor                                                                                    |
| S6  | 2008. december 25. | Top 5 Christmas Moments Az 5 legjobb karácsonyi pillanat | The Unquiet Dead, The Christmas Invasion, The Runaway Bride, Voyage of the Damned, The Next Doctor |
| S7  | 2009. január 1.    | At The Proms A koncertről                                | Doctor Who Prom 2008                                                                               |
| S8  | 2009. január 3.    | The Eleventh Doctor A tizenegyedik Doktor                | A tizenegyedik Doktor (Matt Smith) leleplezése                                                     |

#### Különkiadások (2009-10)
| #   | Bemutató napja     | Rész címe                                | Doctor Who epizód       |
| --- | ------------------ | ---------------------------------------- | ----------------------- |
| 57. | 2009. április 11.  | Desert Storm Sivatagi vihar              | Planet of the Dead      |
| 58. | 2009. november 15. | Is There Life on Mars? Van élet a Marson | The Waters of Mars      |
| 59. | 2009. december 15. | Lords and Masters Lordok és Mesterek     | The End of Time 1. rész |
| 60. | 2012. január 1.    | Allons-y Indulás                         | The End of Time 2. rész |

#### Greatest Moments (Legjobb pillanatok)
| #   | Bemutató napja      | Epizód címe |
| --- | ------------------- | --- |
| GM1 | 2009. augusztus 20. | Greatest Moments: The Doctor (Time Travel, Hostile Humans, The Ailens) Legjobb pillanatok: A Doktor (Időutazás, Ellenséges emberek, Idegenek) |
| GM2 | 2009. augusztus 27. | Greatest Moments: The Compaions (Rose, Donna, Martha) Legjobb pillanatok: Útitársak (Rose, Donna, Marthe)                                     |
| GM3 | 2009. szeptember 3. | Greatest Moments: The Enemies (The Daleks, The Cyberman, The Master) Legjobb pillanatok: Ellenségek (A Dalekek, a Cybermanok, a Mester)       |

### 5. évad
| #   | Bemutató napja     | Epizód címe                                          | Doctor Who epizód      |
| --- | ------------------ | ---------------------------------------------------- | ---------------------- |
| 61. | 2010. április 3.   | Call Me the Doctor Hívd a Doktoromat                 | The Eleventh Hour      |
| 62. | 2010. április 10.  | All About the Girl Mindent a lányról                 | The Beast Below        |
| 63. | 2010. április 17.  | War Games Csatajátékok                               | Victory of the Daleks  |
| 64. | 2010. április 24.  | Eyes Wide Open A szemek szélesre nyílnak             | The Time of Angels     |
| 65. | 2010. május 1.     | Blinded By the Light Vakító fény                     | Flesh and Stone        |
| 66. | 2010. május 8.     | Death in Venice Halál Velencében                     | The Vampires of Venice |
| 67. | 2010. május 15.    | Arthurian Legand Arturiánus legenda                  | Amy's Choice           |
| 68. | 2010. május 22.    | After Effeckts Effekt után                           | The Hungry Earth       |
| 69. | 2010. május 29.    | What Goes on Tour... Mi megy utazni...               | Cold Blood             |
| 70. | 2010. június 5.    | A Brush with Genius Génius kefével                   | Vincent and the Doctor |
| 71. | 2010. június 12.   | Extra Time Hosszabbítás                              | The Lodger             |
| 72. | 2010. június 19.   | Alien Abduction Idegen emberrablás                   | The Pandorica Opens    |
| 73. | 2010. június 26.   | Out of Time Időn kívül                               | The Big Bang           |
| 74. | 2010. december 25. | Christmas Special 2010 2010-s karácsonyi különkiadás | A Christmas Carol      |

#### 2010-s különkiadások
| #   | Bemutató napja                  | Cím                                               | Doctor Who epizód           |
| --- | ------------------------------- | ------------------------------------------------- | --------------------------- |
| AS1 | 2010. április 17. (BBC America) | The Ultimate Guide A legnagyobb összefoglalás     | Az új sorozat első öt évada |
| S9  | 2010. szeptember 6.             | Backstage at the Proms Koncert a kulisszák mögött | Doctor Who 2010 Prom        |

### Hatodik évad
| #   | Bemutató napja       | Cím                                      | Doctor Who epizód                |
| --- | -------------------- | ---------------------------------------- | -------------------------------- |
| 75  | 2011. április 23.    | Coming to America Irány Amerika          | The Impossible Astronaut         |
| 76  | 2011. április 30.    | Breaking the Silence A Csend ébredése    | Day of the Moon                  |
| 77  | 2011. május 7.       | Ship Ahoy! Hajó a láthatáron             | The Curse of the Black Spot      |
| 78  | 2011. május 14.      | Bigger on the Inside Belül nagyobb       | The Doctor's Wife                |
| 79  | 2011. május 21.      | Double Trouble Dupla baj                 | The Rebel Flesh                  |
| 80  | 2011. május 28.      | Take Two Dupla kapás                     | The Almost People                |
| 81  | 2011. június 4.      | The Born Identity A személyes azonosság  | A Good Man Goes to War           |
| 82  | 2011. augusztus 27.  | River Runs Wild River vadonfutása        | Let's Kill Hitler                |
| 83  | 2011. szeptember 3.  | About a Boy Egy fiúról                   | Night Terrors                    |
| 84  | 2011. szeptember 10. | What Dreams May Come Csodás álmok jönnek | The Girl Who Waited              |
| 85  | 2011. szeptember 17. | Heartbreak Hotel Szívfájdalmas Hotel     | The God Complex                  |
| 86  | 2011. szeptember 24. | Open All Hours Szabadnap                 | Closing Time                     |
| 87  | 2011. október 1.     | When Time Froze Amikor az idő lefagyott  | The Wedding of River Song        |
| S10 | Csak DVD-n           | The Nights' Tale Éji mese                | Space/Time, Night and the Doctor |

#### Elisabeth Sladen emlékkülönkiadás
| #   | Bemutató napja    | Cím                                                                                         |
| --- | ----------------- | ------------------------------------------------------------------------------------------- |
| EST | 2011. április 23. | My Sarah Jane: A Tribute to Elisabeth Sladen Az én Sarah Jane-m: Emlék Elisabeth Sladen-nek |

## Narrátorok
| Narrátor      | Év(ek)    | Epizód(ok) |
| ------------- | --------- | --- |
| David Tennant | 2005      | New Dimension (Egy új dimenzió)                                                                                       |
| Simon Pegg    | 2005      | 1. évad |
| Mark Gatiss   | 2006      | 2. évad |
| Anthony Head  | 2006-2010 | 3.-4. évadok, Is There Live on Mars? (Van élet a Marson?), Lords and Masters (Lordok és Mesterek), Allons-y (Indulás) |
| Noel Clarke   | 2009      | Desert Strom (Sivatagi vihar)                                                                                         |
| Alex Price    | 2010      | 5. évad |
| Russell Tovey | 2010-11   | Christmas Special 2010 (2010-s karácsonyi különkiadás), 6. évad                                                       |

## Fordítás
- Ez a szócikk részben vagy egészben  a   Doctor_Who_Confidential című angol Wikipédia-szócikk fordításán alapul.  Az eredeti cikk szerkesztőit annak laptörténete sorolja fel. Ez a jelzés csupán a megfogalmazás eredetét és a szerzői jogokat jelzi, nem szolgál a cikkben szereplő információk forrásmegjelöléseként.